# إيما هيويت
إيما هيويت (بالإنجليزية: Emma Hewitt) هي ملحنة ومغنية ومغنية مؤلفة أسترالية، ولدت في 28 أبريل 1988 في غيلونغ في أستراليا.

## وصلات خارجية
- الموقع الرسمي
- إيما هيويت على موقع ميوزك برينز (الإنجليزية)
- إيما هيويت على موقع أول ميوزيك (الإنجليزية)
- إيما هيويت على موقع ديسكوغز (الإنجليزية)